# Julian Wellings
Julian Wellings (* 4. März 1972 in Eastbourne) ist ein ehemaliger englischer Squashspieler.

## Karriere
Julian Wellings war von 1993 bis 2000 auf der PSA World Tour aktiv und erreichte mit Rang 46 im August 1999 seine höchste Platzierung in der Weltrangliste. Auf der Tour gewann er in dieser Zeit drei Titel, zwei weitere Male stand er in einem Finale. Er erreichte 1998 die zweite Runde  der Weltmeisterschaft, in der er gegen Billy Haddrell in fünf Sätzen ausschied. Auch 1999 stand er im Hauptfeld der Weltmeisterschaft, kam dieses Mal aber nicht über die erste Runde hinaus.

## Erfolge
- Gewonnene PSA-Titel: 3